# Mackenyu Arata
Mackenyu Maeda (Los Angeles, 1996. november 16. –) japán színész.

## Életrajz
Mackenyu Los Angelesben született Sonny Chiba és Tamami Chiba gyermekeként. Két testvére van, egy féltestvére, Juri Manase és egy testvére, Gordon Maeda. A Beverly Hills High School középiskolába járt.

## Filmográfia

### Film
- Tadaima (2015)
- Kamen Rider Drive: Surprise Future (2015)
- Take a Chance (2015)
- Chihayafuru Part 1 (2016)
- Chihayafuru Part 2 (2016)
- Night's Tightrope (2016)
- Bittersweet (2016)
- Let's Go, Jets! (2017)
- JoJo's Bizarre Adventure: Diamond Is Unbreakable Chapter I (2017)
- Peach Girl (2017)
- Pacific Rim: Uprising (2018)
- Chihayafuru Part 3 (2018)
- Over Drive (2018)
- Impossibility Defense (2018)
- Code Blue: The Movie (2018)
- 12 Suicidal Teens (2019)
- Tokyo Ghoul S (2019)
- NiNoKuni (2019)
- Kaiji: Final Game (2020)
- Our 30-Minute Sessions (2020)
- Tonkatsu DJ Agetarō (2020)
- Brave: Gunjō Senki (2021)
- The Master Plan (2021)
- Rurouni Kenshin: The Final (2021)
- Fullmetal Alchemist: The Revenge of Scar (2022)
- Fullmetal Alchemist: The Final Alchemy (2022)
- Knights of the Zodiac (2023)

### Televízió
- Yume wo Ataeru (2015)
- Sakurasaku (2016)
- Tomorrow, I'll Surely Love You Again (2016)
- Brass Dreams (2016)
- Fugitive Boys (2017)
- Kiss that Kills (2018)
- Two Homelands (2019)
- Our Dearest Sakura (2019)
- Remote de Korosareru (2020)
- The End of the Tiny World: Half A Year Later (2021)
- Ichikei's Crow: The Criminal Court Judges (2021)
- One Piece (2023-jelenleg)